# Манчон, Беатрис
Беатри́с Манчо́н Порти́льо (исп. Beatriz Manchón Portillo; 29 мая 1976, Севилья) — испанская гребчиха-байдарочница, выступала за сборную Испании в середине 1990-х — начале 2010-х годов. Участница четырёх летних Олимпийских игр, трёхкратная чемпионка мира, шестикратная чемпионка Европы, победительница многих регат национального и международного значения.

## Биография
Беатрис Манчон родилась 29 мая 1976 года в городе Севилья. Активно заниматься греблей на байдарках начала с раннего детства, проходила подготовку в местном спортивном каноэ-клубе «Реал Сиркуло де Лабрадорес».
Благодаря череде удачных выступлений удостоилась права защищать честь страны на летних Олимпийских играх 1996 года в Атланте — стартовала здесь в двойках и четвёрках на пятистах метрах, в обоих случаях дошла до финала и показала в решающем заезде шестой результат.
Первого серьёзного успеха на взрослом международном уровне Манчон добилась в 1997 году, когда попала в основной состав испанской национальной сборной и побывала на возобновлённом чемпионате Европы в болгарском Пловдиве, где четырежды поднималась на пьедестал почёта, в том числе получила золотую медаль в зачёте двухместных байдарок на дистанции 500 метров. Кроме того, в этом сезоне выступила на чемпионате мира в канадском Дартмуте, откуда привезла две награды бронзового достоинства, выигранные в двухместных и четырёхместных байдарках на пятистах метрах. Год спустя на мировом первенстве в венгерском Сегеде снова взяла две бронзы, на сей раз в двойках на двухстах метрах и в четвёрках на пятистах метрах. Ещё через год на аналогичных соревнованиях в Милане среди двухместных экипажей на дистанции 200 метров обошла всех своих соперниц и завоевала золотую медаль.
Будучи в числе лидеров гребной команды Испании, благополучно прошла квалификацию на Олимпийские игры 2000 года в Сиднее — в полукилометровой гонке четвёрок финишировала в финале восьмой. В следующем сезоне на чемпионате мира в польской Познани защитила чемпионское звание в двойках на двухстах метрах, а также добавила в послужной список две бронзовые награды, в двойках на пятистах и тысяче метрах. В 2002 году на домашнем мировом первенстве в Севилье попала в призёры в четырёх разных дисциплинах и в третий раз подряд стала чемпионкой в двойках на двухстах метрах. Годом позже на чемпионате мира в американском Гейнсвилле добыла серебро в двойках на двухстах метрах, ещё одно серебро в четвёрках на двухстах метрах и бронзу в четвёрках на пятистах метрах.
В 2004 году Манчон в очередной раз (шестой раз в карьере) стала чемпионкой Европы, одержала победы на соревнованиях в Познани среди двоек и четвёрок на дистанции 200 метров. Прошла отбор на Олимпийские игры в Афинах, где одинаково финишировала пятой в программе двухместных и четырёхместных экипажей на полукилометровой дистанции. Четыре года спустя отправилась представлять страну на Олимпийских играх в Пекине — в двойках на пятистах метрах сумела дойти только до стадии полуфиналов, где финишировала четвёртой, тогда как в четвёрках на пятистах метрах заняла в финале пятое место, немного не дотянув до призовых позиций.
После пекинской Олимпиады Беатрис Манчон осталась в основном составе испанской национальной сборной и продолжила принимать участие в крупнейших международных регатах. Так, в 2009 году она выступила на чемпионате мира в Дартмуте, став бронзовой призёршей в полукилометровой гонке четвёрок. Последний раз показала сколько-нибудь значимый результат на чемпионате Европы 2012 года в хорватском Загребе, где получила бронзу в двойках на километре. Вскоре по окончании этих соревнований приняла решение завершить карьеру профессиональной спортсменки, уступив место в сборной молодым испанским гребчихам.